# Каланки (Рагуза)
Каланки је насеље у Италији у округу Рагуза, региону Сицилија.
Према процени из 2011. у насељу је живело 59 становника. Насеље се налази на надморској висини од 415 м.